# Cybaeus rarispinosus
Cybaeus rarispinosus är en spindelart som beskrevs av Takeo Yaginuma 1970. Cybaeus rarispinosus ingår i släktet Cybaeus och familjen vattenspindlar. Inga underarter finns listade i Catalogue of Life.